# Mahmoud Beiglou
Mahmoud Beiglou (persisch محمود بيگلو; * 1929) ist ein ehemaliger iranischer Skirennläufer.

## Karriere
Beiglou war 1956 gemeinsam mit Benik Amirian und Reza Bazargan Teil der erste iranische Mannschaft die je an Olympischen Winterspielen teilnahm. Bei den Wettkämpfen in Cortina d’Ampezzo belegte er als bestes Ergebnis Rang 39 in der Abfahrt. Zudem belegte in der nur als Weltmeisterschaft gewerteten Kombination den 25. Platz. Dies blieb sein einziger internationaler Auftritt als Skirennläufer.

## Erfolge

### Olympische Winterspiele
- Cortina d’Ampezzo 1956: 39. Abfahrt, 55. Slalom, 82. Riesenslalom

### Weltmeisterschaften
- Cortina d’Ampezzo 1956: 25. Kombination, 39. Abfahrt, 55. Slalom, 82. Riesenslalom